# Bede BD-10
Bede BD-10 je enomotorni nadzvočni zelo lahek reaktivec (VLJ), ki ga je razvijal ameriški konstruktor Jim Bede. BD-10 bi bil prvo doma zgrajeno nadzvočno reaktivno letalo. Zgradili so 5 letal, od teh so trije strmoglavili, ostala dva pa sta neleteča.
BD-10 je en izmed manjših reaktivcev, teža praznega letala je primerljiva s Cessno 172, gros vzletna teža BD-10 je okrog 2 toni. Vletna razdalja naj bi bila samo 260 metrov. Potovalna višina pa 45000 ft (14000 m). Originalno naj bi imel dolet 2000 milj, v praksi ni nikoli letel več kot 500 milj. Na testnih letih so s polno močjo motorja dosegli samo Mach 0,83, precej manj od pričakovanih Mach 1,4.

## Tehnične specifikacije (BD-10J)
- Posadka: 1 pilot
- Kapaciteta: 1 potnik (skupaj 2)
- Dolžina: 28 ft 10 in (6,53 m)
- Razpon kril: 21 ft 6 in (6,55 m)
- Višina: 8 ft 1 in (2,46 m)
- Površina kril: 98 ft2 (9,1 m2)
- Prazna teža: 1600 lb (725 kg)
- Gros teža: 4430 lb (2014 kg)
- Motor: 1 × General Electric CJ-610, 2950 lbf (13,12 kN)

- Največja hitrost: Mach 1,4
- Potovalna hitrost: 593 mph (957 km/h)
- Dolet: 1550 milj (2499 km)
- Višina leta (servisna): 45000 ft (13715 m)
- Hitrost vzpenjanja: 30000 ft/min (152 m/s)